# Acción Revolucionaria Peronista
Acción Revolucionaria Peronista (ARP) fue una organización política de Argentina perteneciente al  sector al peronismo revolucionario, fundada en 1963 a iniciativa de John William Cooke y  Alicia Eguren. El 13 de octubre de 1967 fue una de las organizaciones fundadoras las Fuerzas Armadas Peronistas (FAP), junto con el Movimiento de la Juventud Peronista, dirigido por Envar El Kadri, y el Movimiento Revolucionario Peronista, dirigido por Gustavo Rearte y Héctor Villalón.

## Historia
En 1963, al regresar de Cuba donde habían emigrado en 1960, John William Cooke y Alicia Eguren, quienes habían establecido una relación sentimental en 1955, tuvieron la iniciativa de fundar Acción Revolucionaria Peronista.
Cooke y Eguren habían sido uno de los primeros en organizar la Resistencia peronista para oponerse a la dictadura derrocó al gobierno constitucional encabezado por el presidente Juan Domingo Perón en septiembre de 1955, siendo encarcelados poco después. En esas condiciones Cooke fue designado por Perón como su Delegado Personal, a cargo de la organización del Movimiento Peronista en la clandestinidad. En circunstancias diferentes, Cooke y Eguren escaparon de su confinamiento, estableciéndose en Chile y luego Uruguay, integrando el círculo de máxima confianza de Perón.
Ambos fueron protagonistas del pacto Perón-Frondizi de 1958, por el cual el peronismo apoyó la candidatura presidencial de la Unión Cívica Radical Intransigente, con la condición de que una vez elegido Frondizi legalizara al peronismo. Pero Frondizi incumplió el compromiso, manteniendo al peronismo en la clandestinidad y encarcelando a miles de sus dirigentes, entre ellos a Cooke, quien permaneció en la cárcel en noviembre y diciembre de 1958. 
La militarización de la acción represiva dispuesta por Frondizi con el Plan Conintes y su negativa a cumplir con su compromiso de establecer un sistema electoral libre, generó como respuesta que sectores cada vez más numerosos del peronismo, el comunismo, el socialismo, el nacionalismo y el cristianismo, adoptaran posturas más combativas e insurreccionales. Entre ellos estaban Cooke y Eguren y por esa razón Perón, que era partidario de esperar una salida legalista, removió a Cooke de la conducción del Movimiento Peronista en la clandestinidad.
Diez meses después de la asunción de Frondizi (1 de mayo de 1958), se había producido la Revolución cubana (31 de diciembre de 1958). Cooke y Eguren se instalaron en Cuba y bajo el liderazgo del Che Guevara, consolidaron una visión revolucionaria del peronismo, que interpretaba a este movimiento como parte de las luchas antiimperialistas y socialistas de América Latina.
Con esta visión y ya de vuelta en la Argentina, Cooke al volver a la Argentina en 1963 y fundar Acción Revolucionaria Peronista. ARP no tuvo una cantidad de militantes, ni una presencia en el sindicalismo que le permitiera influir sobre las estructuras de conducción del peronismo, pero fue la plataforma política desde la que Cooke difundió sus escritos y su visión revolucionaria del peronismo, alcanzando una gran influencia ideológica sobre los grupos radicalizados y juveniles, abriendo un espacio de convergencia entre marxistas y peronistas.
Siendo secretario general de ARP, Cooke fue elegido como representante de la delegación argentina que participó en las conferencias de la Tricontinental en 1966 y de la Organización Latinoamericana de Solidaridad (OLAS)
de la OLAS en 1967.
El 13 de octubre de 1967, la ARP se disolvió para fundar las Fuerzas Armadas Peronistas (FAP), junto con el Movimiento de la Juventud Peronista, dirigido por Envar El Kadri, y el Movimiento Revolucionario Peronista, dirigido por Gustavo Rearte y Héctor Villalón.